# مقاطعة بوهودلي
مقاطعة بوهودلي (بالصومالية: Degmada Buuhoodle)‏ هي إحدى مقاطعات محافظة توغدير في الصومال، عاصمتها بوهودلي.

## التركيبة السكانية
تستوطن مقاطعة بوهودلي عشائر صومالية أبرزها طلبهنتي المنحدرة من قبيلة دارود.

## روابط خارجية
- مقاطعات الصومال
- الخريطة الإدارية لمقاطعة بوهودلي